# 将軍と参謀と兵
『将軍と参謀と兵』（しょうぐんとさんぼうとへい）は、昭和17年（1942年）に公開された日本の国策映画。日中戦争を題材にしており、昭和16年（1941年）5月に行われた中国山西省における包囲殲滅戦を描いている。

## 概略
伊地知進の小説『将軍と参謀そして兵』を原作にした映画で、当時日活京都の剣劇スターだった阪東妻三郎が将軍役として出演している。当時としては珍しい司令部で作戦を練る参謀たちの様子が描かれ、また戦闘シーンは陸軍省の協力により中国での実戦に従軍して撮影されたものである。1940年に日本で公開されて反響を呼び日本の映像作家たちの目標にもなったドイツ映画『最後の一兵まで』をひな型として前線司令部の視点を主題にした映画である。
なお戦後の1954年には、復員する兵士たちと家族の再会の記録フィルムと劇中で戦死した杉少佐の遺骨が上陸する新撮場面によるプロローグ、および杉少佐の遺骨を抱えた復員兵が汽車に揺られ、そこに平和を希求するナレーションがかぶさるエピローグが撮り足され、『戦争と将軍』と改題されて再公開されている。戦争映画研究家・作家の永田喜嗣は、戦時の戦意高揚映画の本編に手を加えることなく反戦映画に転換したことは驚きだが、これは日本のほとんどの戦時戦争映画に共通した特徴で、戦意高揚映画でありながら見方を変えれば反戦映画でもあると指摘している。

## スタッフ
- 製作 ： 日活多摩川撮影所
- 監督 ： 田口哲
- 制作 ： 大中豊
- 構成 ： 八木保太郎
- 原作 ： 伊地知進
- 脚本 ： 北村勉
- 撮影 ： 長井信一、滝花吟一
- 美術 ： 今井高一
- 編集 ： 辻井正則
- 音楽 ： 江口夜詩

## キャスト
- 土岐原兵団司令官（中将）：阪東妻三郎
- 参謀杉少佐：中田弘二
- 参謀矢垣中佐：押本映治
- 有田部隊副官：井染四郎
- 塚谷見習士官：伊沢一郎
- 戦車隊長中佐：見明凡太郎
- 管理部岩井大尉：星ひかる
- 参謀金井中尉：水島道太郎
- 兵団長副官中佐：北龍二
- 参謀岡村大尉：永田靖
- 参謀長大佐：林幹
- 安藤兵団長：高木永二
- 無電秋山中尉：高村恒夫
- 無電曹長：伊達満
- 衛兵隊長中尉：笠井三岐雄
- 本部付曹長：山口健
- 伝騎軍曹：松原輝夫
- 当番兵：滝口新太郎、山田春男、赤星暸、土田義雄、小林桂樹
- 炊事当番兵：大虎福太郎、吉谷久雄
- 従軍画家：吉川英蘭
- 軍医：水野浩
- 本部将校：鈴木左衛門
- 戦車小隊長：白川博
- 工兵隊長：佐藤円治
- 鈴木部隊長大佐：上代勇吉
- 同副官少佐：北川耕三
- 高森大尉：西春彦
- 鈴木部隊小隊長：金子弘
- 同見習士官：富士木弘、南里金春
- 有田部隊長大佐：荒木重夫
- 同副官中尉：米倉勇
- 同旗手少佐：対馬和雄
- 同通信班長大尉：佐々木正時
- 瓦斯掛将校中尉：市川市女蔵
- 同中隊長：菊池良一
- 同小隊長：池上良夫
- 同兵：中佐古初三、村岡弘、島田時男、宇禮周二郎、三重駿次、岩波直行、槇俊夫、秋見敬三、泉達男、鳴海浄
- 観測班曹長：海原鴻
- 安藤兵団参謀長：斎藤紫香
- 同参謀：笠原恒彦
- 同井上部隊長：広瀬恒美
- 同副官：津村謬
- 同見習士官：潮万太郎
- 同無線下士官：澄川透
- 同有線下士官：小林重四郎
- 本部付将校：由利健次